# Station Mettmann Stadtwald
Station Mettmann Stadtwald (Duits: Bahnhof Mettmann Stadtwald) is een S-Bahnstation in de plaats en gemeente Mettmann in de Duitse deelstaat Noordrijn-Westfalen. Het station ligt aan de lijn Düsseldorf – Mettmann.

## Treinverbindingen
| Serie | Treinsoort         | Route | Bijzonderheden |
| ----- | ------------------ | --- | -------------- |
| S 28  | S-Bahn (Regiobahn) | Kaarster See – Kaarst Mitte/Holzbüttgen – Kaarst IKEA – Neuss Hbf – Düsseldorf Hbf – Neanderthal – Mettmann Stadtwald |                |